# Villechauve
Villechauve ist eine französische Gemeinde mit 255 Einwohnern (Stand: 1. Januar 2022) im Département Loir-et-Cher in der Region Centre-Val de Loire. Sie gehört zum Arrondissement Vendôme und zum Kanton Montoire-sur-le-Loir. Die Einwohner werden Villechauviens genannt.

## Geografie
Die Gemeinde Villechauve liegt an der Brenne, etwa 19 Kilometer südwestlich von Vendôme und etwa 25 Kilometer westnordwestlich von Blois. Umgeben wird Villechauve von den Nachbargemeinden Saint-Amand-Longpré im Norden und Nordosten, Villeporcher im Osten, Saunay im Süden und Südosten, Neuville-sur-Brenne im Süden und Südwesten sowie Authon im Westen.

## Geschichte

### Deutsch-Französischer Krieg 1870/71
Am 15. Dezember 1870 fand hier ein Gefecht zwischen der deutschen Kavallerie unter General von Hartmann und französischen Truppen statt.

### Einwohnerentwicklung
| Jahr                       | 1962 | 1968 | 1975 | 1982 | 1990 | 1999 | 2006 | 2014 | 2022 |
| -------------------------- | ---- | ---- | ---- | ---- | ---- | ---- | ---- | ---- | ---- |
| Einwohner                  | 347  | 293  | 266  | 247  | 251  | 270  | 288  | 290  | 255  |
| Quellen: Cassini und INSEE |      |      |      |      |      |      |      |      |      |

## Sehenswürdigkeiten
- Kirche Saint-Gatien aus dem 11. Jahrhundert

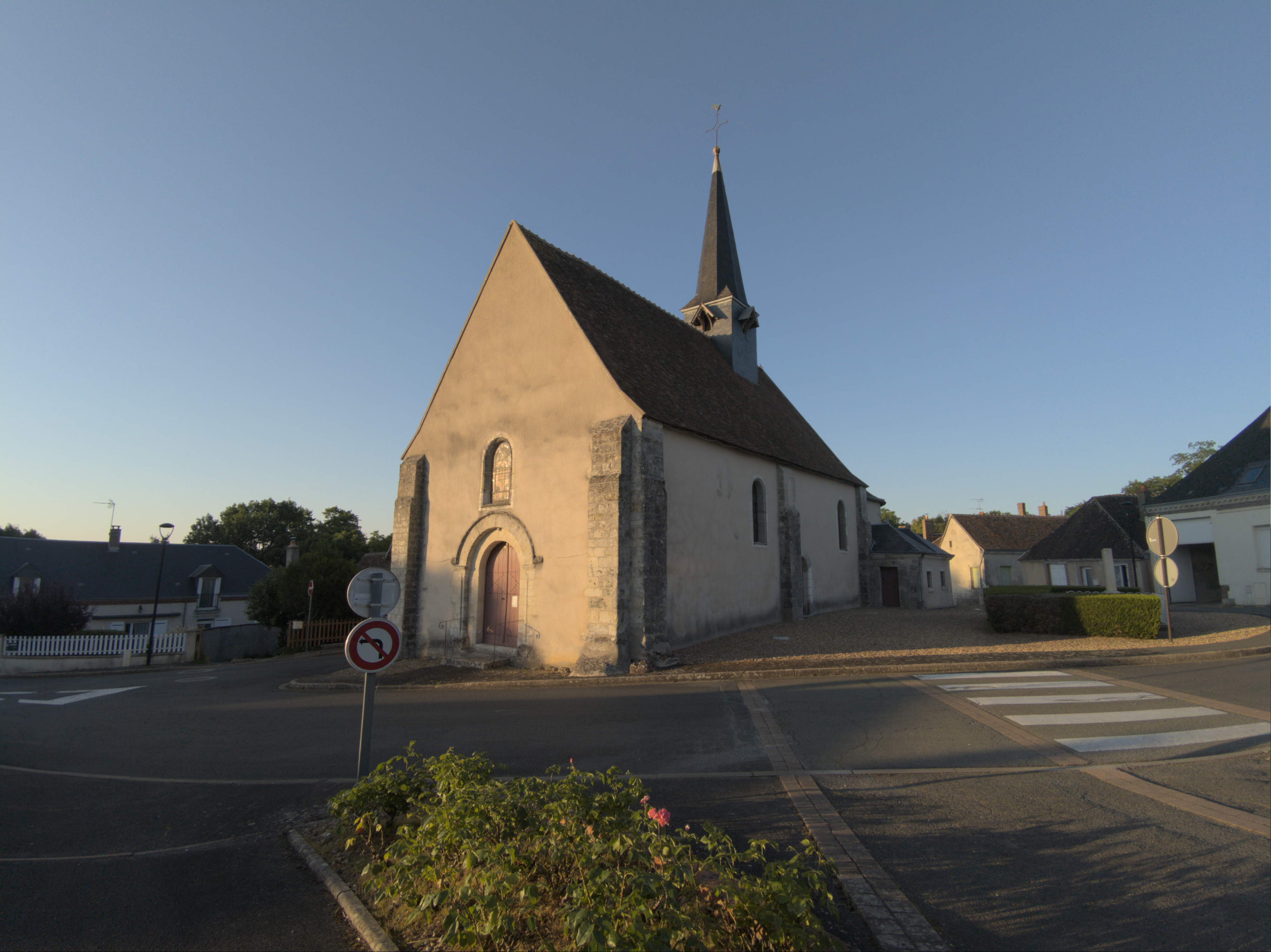
Kirche Saint-Gatien

- Schloss Blancamp